# White Lines (Don't Do It)
White Lines (Don't Do It) est une chanson de Melle Mel, parue en 1983 sur le label Sugarhill Records. Les paroles de cette chanson, écrite par Melle Mel, mettent en garde contre les dangers de la cocaïne, de l'addiction et du trafic de stupéfiants. Le sample utilisé pour ce morceau est la ligne de basse de Cavern par Liquid Liquid.

## Historique et sortie
La chanson sort chez Sugar Hill Records créditée sous le nom Grandmaster & Melle Mel (parfois Grandmaster Flash & Melle Mel à l'international). C'est de là que provient une idée reçue sur la participation de Grandmaster Flash au morceau. En réalité, Grandmaster Flash avait quitté le label un an avant l'enregistrement de la chanson.

## Clip
Un clip non officiel de la chanson est réalisé par Spike Lee, alors étudiant à l'université de New York. Laurence Fishburne y officie comme narrateur.

## Au cinéma
- White Lines apparaît dans le film Shaun of the Dead, lorsque Shaun et son ami Ed, ivres, sortent en titubant du Winchester, le pub du coin.
- On retrouve également White Lines dans le film de Spike Lee La 25e Heure, lorsque, dans la boîte de nuit, Mary et Naturelle vont danser seules.

## Reprises et samples

### Version de Duran Duran
Singles de Duran Duran
Perfect Day
(1995) Out of My Mind
(1997)
White Lines est reprise en 1995 par le groupe pop Duran Duran pour l'album Thank You. C'est le second single extrait de cet album, après Perfect Day de Lou Reed.
La chanson atteint notamment la 17e place du UK Singles Chart, la 5e du classement américain Hot Dance Club Songs, la 20e en Australie, 31e en Nouvelle-Zélande.
Le 8 juillet 2009, une reprise de la version de Duran Duran est faite en lip-sync dans l'émission The Late Late Show with Craig Ferguson.

#### Clip
Le clip, majoritairement en noir et blanc, est réalisé par Nick Egan. On y retrouve Duran Duran, Melle Mel, les Furious Five ainsi que des breakdancers et des personnes avec des masques de squelette.

### Samples
White Lines a été samplée dans de nombreux morceaux :
- It Takes Scoop de Fatman Scoop feat. The Crooklyn Clan (2004)
- White Girls de Mighty Casey (2003)
- Tobisugi de King Giddra (2002)
- Quiet Storm by Mobb Deep (1999)
- Phenomenon LL Cool J (1997)
- Ego Trippin' (Part Two) de De La Soul (1993)
- Elevate My Mind de Stereo MCs (1990)
- Arts in D Minor (Harry Houdini) de Kon Kan (1989)
- White Lines '89 - Part II de Grandmaster Melle Mel and The Furious Five (1989)